# Nancy Sinatra
Nancy Sinatra (* 8. června 1940) je americká zpěvačka a herečka. Svou kariéru začala v roce 1960. Je dcerou herce a zpěváka Franka Sinatry a Nancy Barbato-Sinatra. Stala se známou v roce 1966 svým hitem „These Boots Are Made For Walkin'“. Další hity: „Somethin' Stupid“ (spolu s otcem), „Summer Wine“, „Bang Bang (My Baby Shot Me Down)“, "Sugar Town". Zazpívala titulní píseň ve filmu Žiješ jenom dvakrát (You Only Live Twice) ze série James Bond, kterého ztvárnil Sean Connery. Hrála v mnoha filmech, mimo jiné ve Speedway po boku Elvise Presleyho (1968).
Byla dvakrát vdaná. V roce 2006 byla odměněna hvězdou na hollywodském Chodníku slávy.

## Diskografie

### Singly
1961 "Cuff Links and a Tie Clip"

"To Know Him Is to Love Him"
"June, July, and August"
1962 "You Can Have Any Boy"

"I See the Moon"
1963 "The Cruel War"

"Thanks to You"
"Where Do the Lonely Go?"
"This Love of Mine"
1965 "True Love" 

"So Long, Babe"

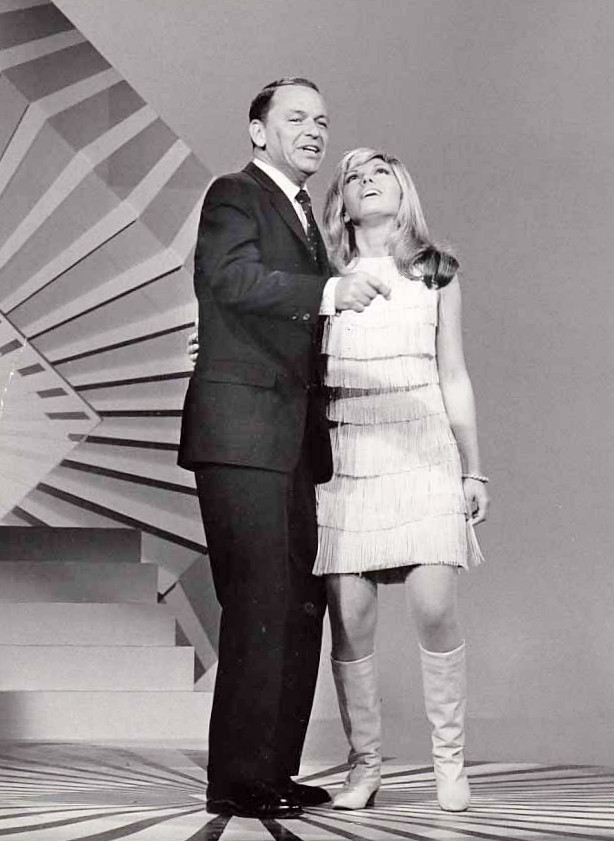
Nancy se svým otcem Frankem Sinatrou v roce 1966

1966 "These Boots Are Made for Walkin'"

"How Does That Grab You, Darlin'?"
"Friday's Child"
"In Our Time"
"Sugar Town"
1967 "Summer Wine" (with Lee Hazlewood) 

"Somethin' Stupid" (with Frank Sinatra)
"Love Eyes"
"Jackson" (with Lee Hazlewood)
"You Only Live Twice"
"Lightning's Girl"
"Lady Bird" (with Lee Hazlewood)
"Tony Rome"
1968 "Some Velvet Morning" (with Lee Hazlewood) 

"Things" (with Dean Martin)
"100 Years"
"Happy"
"Good Time Girl"
"God Knows I Love You"
1969 "Here We Go Again" 

"Drummer Man"
"It's Such a Lonely Time of Year"
"I Love Them All (The Boys in the Band)"
"Hello L.A., Bye-Bye Birmingham"
"The Highway Song"
1970 "How Are Things in California" 

"Hook and Ladder"
1971 "Glory Road" 

"Did You Ever" (with Lee Hazlewood)
1972 "Down from Dover" (with Lee Hazlewood) 

"Kind of a Woman"
1973 "Sugar Me" 

1975 "Annabelle of Mobile" 

1976 "Kinky Love" 

1977 "A Gentle Man Like You" 

1980 "Let's Keep It That Way" 

1995 "Bone Dry" 

2004 "Let Me Kiss You"

"Burnin' Down the Spark"

### Studiová alba
- Boots (1966)
- How Does That Grab You? (1966)
- Nancy in London (1966)
- Country, My Way (1967)
- Sugar (1967)
- Nancy (1969)
- Woman (1972)
- One More Time (1995)
- Nancy Sinatra (2004)

## Filmografie
- For Those Who Think Young (1964)
- Get Yourself A College Girl (1964)
- Marriage on the Rocks (1965)
- The Ghost in the Invisible Bikini (1966)
- The Last of the Secret Agents? (1966)
- The Oscar (1966)
- The Wild Angels (1966)
- Speedway (1968)